# Johann-Sebastian-Bach-Gymnasium (Mannheim-Neckarau)
Das Johann-Sebastian-Bach-Gymnasium in Mannheim-Neckarau wurde 1956 von Pfarrer Erich Otto Kühn als evangelisch-musisches Privatgymnasium gegründet. 1957 wurde das dem Gymnasium angeschlossene Internat „Ott-Heinrich-Stift“ für Jungen mit 70 bis 75 Plätzen gegründet. Heute ist das Johann-Sebastian-Bach-Gymnasium das größte private Gymnasium in Deutschland in evangelischer Trägerschaft.

## Gründungsmotive des Pfarrers Kühn

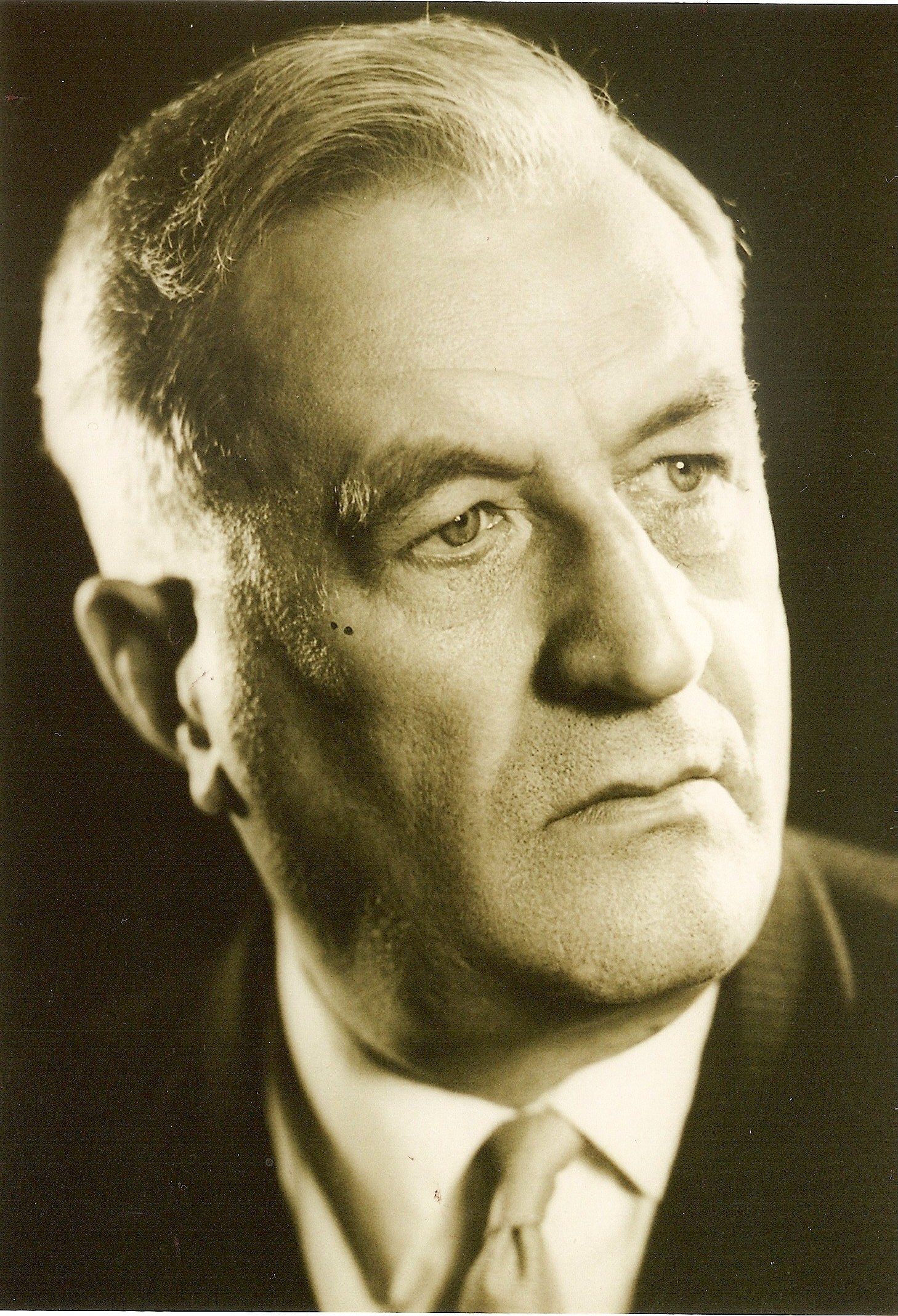
Erich Otto Kühn, Gründer des Johann-Sebastian-Bach-Gymnasiums in Mannheim-Neckarau, 1960

In dem Aufsatz „Schule unter Gottes Wort in der Gemeinde – Das musische Johann-Sebastian-Bach-Gymnasium in Mannheim-Neckarau“ von Erich Kühn beschreibt der Gründer seine Gedanken und Beweggründe die zur Gründung des Gymnasiums führten:
Zitat

### I. Das humanistisch-christliche Bildungsideal in der modernen Industriegesellschaft
„Die Gesinnungsbildung kann auch nicht ausschließlich eine Angelegenheit der Umwelt sein. (… ) Es soll keineswegs die Tradition des Elternhauses gering geachtet werden, aber wenn sie allein um des Ehrgeizes Willen ohne Rücksicht auf die Gaben und Kräfte des Kindes gewahrt werden soll, so sind Ziel und Hilfe der Erziehung verkehrt worden.“

### II. Das evangelische Bildungsideal

#### 1. Evangelium und freie christliche Persönlichkeit
Notwendigkeiten des Mannheimer Schullebens erzwangen den Beginn. Mangel an Schulraum, Schichtunterricht und weite Schulwege aus den Vorstädten nach den nur in der Innenstadt zentralisierten Schulen schrieen ebenso nach Abhilfe wie die mangelnde geistige Akzentsetzung innerhalb der durch den pluralistischen Staat verwalteten Schulen. (…) Elternhaus und Schule müssen enger zusammen rücken. (…) Die Gemeinde aber ist die Bürgschaft dafür, dass die Schule nicht vom Ungeiste der heutigen Vermassung überwunden wird. (…) Glied am Leibe Christi auch im beispielhaften Kreis des Schulwerks zu sein, heißt verantwortlich leben und persönlich zu bezeugen, dass das Reich Gottes Wirklichkeit ist.  (…) Der Impuls des Glaubens kann nicht gefordert und schon gar nicht befohlen werden. (Eph. 6, Vers 4)

#### 2. Das musische Prinzip
Es ergibt sich die Frage nach der Gestaltung der Freiheit. (…) Das musische Prinzip muss den gesamten Unterricht mittragen. Die Gestaltung und Darstellung des Lehrstoffes soll in schöpferische Weise durch Lehrer und Schüler geschehen.

#### 3. Glaube und Leistung
Jeder Schule sind drei Aufgaben gestellt: Erziehung, Unterricht und Auslese. (…) Die Schule ist weder eine Rennstrecke, noch eine gesetzliche Vorauslese für das Leben, noch muss sie alle Menschen auf den gleichen Lebensstandard bringen. Wir geben der Freiheit den Vorzug vor der Gleichheit. Die Schule ist der Raum der künftigen Lebensgestaltung innerhalb der schöpfungsgemäß gegebenen Möglichkeiten.

#### 4. Schule in der Gemeinde
Zahlreich sind die Querverbindungen von Schule und Gemeinde, vom Liebesdienst an Alten und Kranken, vom Dienst des Organisten als Musiklehrer, vom Dienst des Musiklehrers als Leiter des Kirchenchors, vom Dienst der Kantorei in den Gottesdiensten bis zur Teilnahme der Schule an Gemeindefeiern und umgekehrt usw.

## Geschichte
Das Gymnasium wurde 1956 mit angeschlossenem Internat gegründet. In der Aufbauzeit stieg die Zahl der Schüler steil an, zugleich aber entwickelte sich der Anteil der Internatsschüler nicht wie erhofft. So konnte bereits 1970 auf dem Gelände des alten Pfarrhauses ein großer Anbau eröffnet werden, in dem Klassenzimmer, ein Sprachlabor und eine kleine Turnhalle eingerichtet wurden. 1974 allerdings musste das Mädcheninternat mangels Nachfrage aufgelöst werden. In seinem Gebäude, dem Martin-Bucer-Haus, wurde 1976 eine Oberstufenbücherei und die Erprobung der reformierten Oberstufe, ein Jahr vor der offiziellen Einführung in Baden-Württemberg, eingerichtet.
Auch das Jungeninternat musste 1983 aufgelöst werden, obwohl die Schülerzahl zwischenzeitlich stark angestiegen war und der Beschluss gefasst wurde, die Schülerzahl bei 1000 zu begrenzen. Im Ott-Heinrich-Stift wurden so Räumlichkeiten für Kunst, Werken und Technik gewonnen. Im alten Sprachlabor wurde 1985 erstmals ein Computerraum eingerichtet. 1989 wurde die neue, große Turnhalle fertiggestellt.

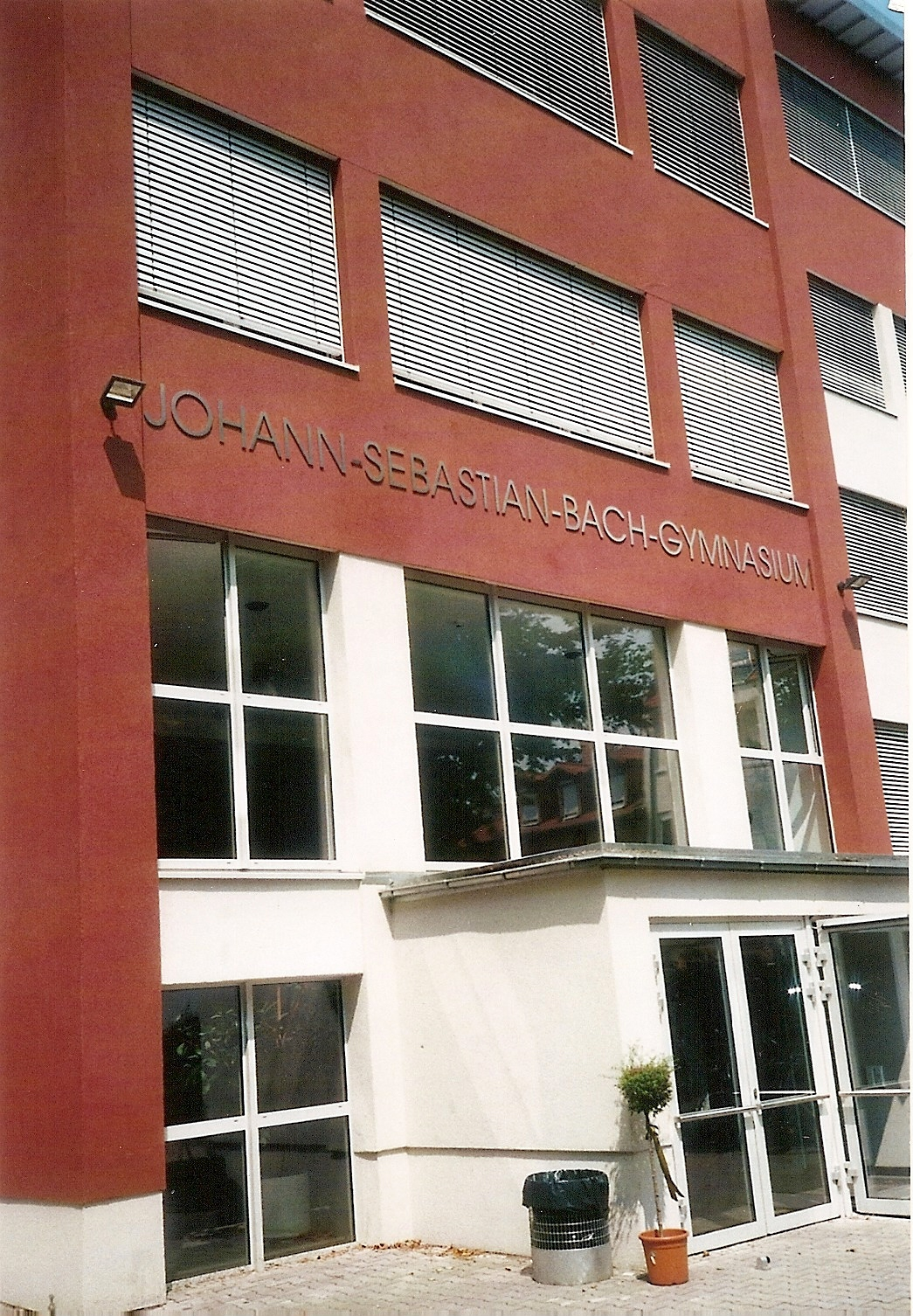
Eingangsbereich
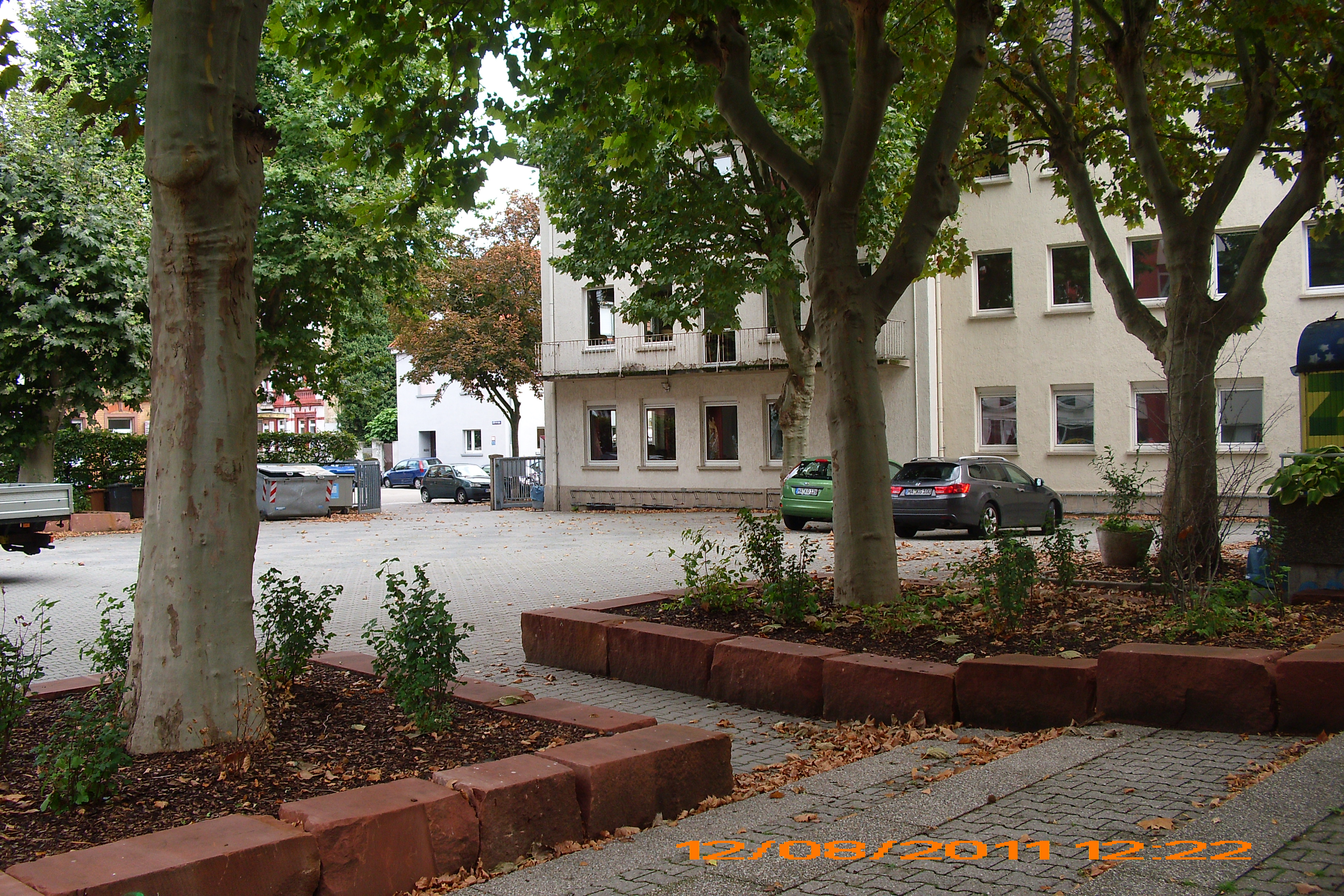
Schulhof
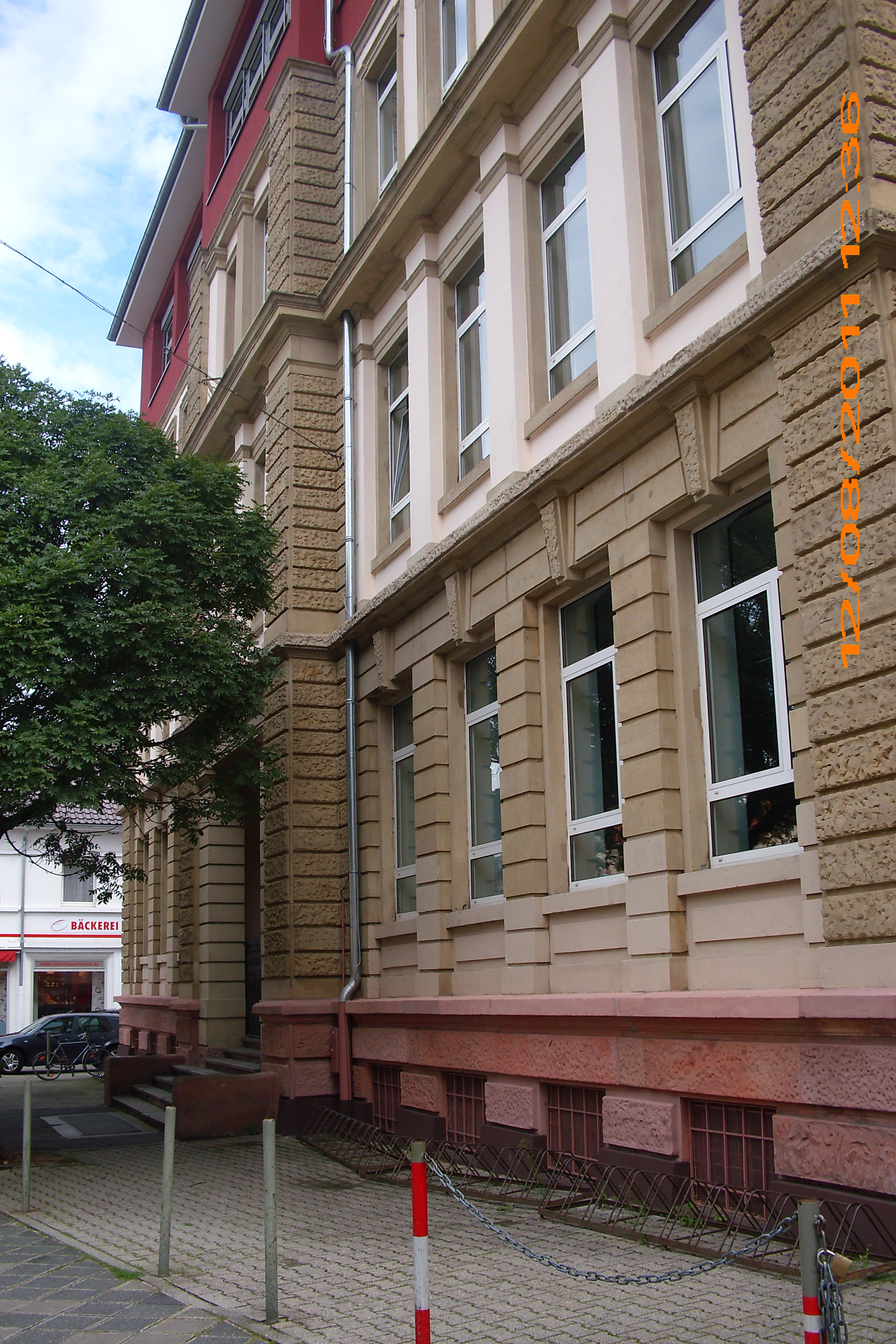
Rückseite aus Sicht der Schulstraße

## Ehemalige Schüler (Auswahl)
- Jochen Mass (1946–2025), deutscher Automobilrennfahrer
- Christine Westermann (* 1948), Moderatorin, Autorin und Journalistin
- Horst Hamann (* 1958), Fotograf[4]
- Monika Puskepelleit (* 1955), Ärztin, Autorin und Polarforscherin
- Christian Specht (* 1966), Oberbürgermeister von Mannheim
- Massimo Sinató (* 1980), Profitänzer
- Timo Staffeldt (* 1984), Fußballprofi
- Giulia Enders (* 1990), Autorin und Ärztin[5]
- Jonas David Kröper (* 1990), DJ und Songwriter
- Pascal Groß (* 1991), Fußballprofi
- Devrim Lingnau (* 1998), Schauspielerin[6]

## Ehemalige Lehrer (Auswahl)
- Karlhermann Bergner (1922–1996), Schriftsteller und Übersetzer
- Peter Seeger  (1919–2008), Komponist, Musikpädagoge und Dirigent
- Oskar „Ossi“ Roth (1933–2019), deutscher Basketballnational- und Handballspieler
- Ursula Wolff-Krebs (1918–1992), Künstlerin und Kunsterzieherin[7]
- Karl-Henning Seemann (1934–2023), Bildhauer und Zeichner
- David Guthier (* 1989), Politiker (SPD), von 2017 bis 2018 Referendar am Johann-Sebastian-Bach-Gymnasium